# Karl Rehbaum
Karl Rehbaum (* 1937 in Schraplau) ist ein ehemaliger Oberst der Hauptverwaltung A (HV A) im Ministerium für Staatssicherheit der DDR.

## Leben
Rehbaum erlernte einen landwirtschaftlichen Beruf und trat 1955 in das MfS ein, wo er 1955–1957 die Juristische Hochschule Potsdam-Eiche des MfS besuchte; 1957 bis 1965 diente er in der Kreisdienststelle Eisleben und stieg als Oberleutnant zum Leiter der Operativgruppe Mansfeld-Kombinat in der Abteilung Schutz der Volkswirtschaft auf. Dann wechselte er in die HV A, wo er es als 1. stellvertretender Leiter der Abteilung XII (Europäische Gemeinschaft und Westeuropa) unter Klaus Rösler und neben Dieter Kutta zum Obersten aufstieg. Er war der Führungsoffizier des NATO-Spions Rainer Rupp und wurde u. a. deshalb 1994 zu einer Bewährungsstrafe verurteilt. Rehbaum ist bis heute noch als Referent für die Gruppe RotFuchs tätig.

## Schriften
- Klaus Eichner, Karl Rehbaum, Rainer Rupp: Militärspionage: Die DDR-Aufklärung in Nato und Bundeswehr, Das Neue Berlin, 2011 ISBN                      9783360018281
- Klaus Eichner, Karl Rehbaum: Deckname Topas. Der Spion Rainer Rupp in Selbstzeugnissen, Edition Ost, Berlin 2013. ISBN 978-3360018465

## Einzelbelege
1. ↑  Klaus Marxen, Gerhard Werle: Strafjustiz und DDR-Unrecht: Spionage, Bd. 4/2, Berlin 2004, S. 935

| Personendaten    | Personendaten                                                      |
| ---------------- | ------------------------------------------------------------------ |
| NAME             | Rehbaum, Karl                                                      |
| KURZBESCHREIBUNG | deutscher Oberst im Ministerium für Staatssicherheit (MfS) der DDR |
| GEBURTSDATUM     | 1937                                                               |
| GEBURTSORT       | Schraplau                                                          |